# Charles S. May
Charles Sedgwick May (* 22. März 1830 in Sandisfield, Berkshire County, Massachusetts; † 25. März 1901 in Yorkville, Michigan) war ein US-amerikanischer Politiker. Zwischen 1863 und 1865 war er Vizegouverneur des Bundesstaates Michigan.

## Werdegang
Im Alter von vier Jahren kam Charles May mit seiner Familie nach Richland in Michigan, wo er auf einer Farm aufwuchs. Er besuchte die State University in Kalamazoo, die heutige Western Michigan University. Nach einem anschließenden Jurastudium und seiner 1854 erfolgten Zulassung als Rechtsanwalt begann er in diesem Beruf zu arbeiten. In den Jahren 1855 und 1856 war er auch politischer Redakteur bei der Zeitung Detroit Daily Tribune. Danach praktizierte er für einige Zeit in Battle Creek als Anwalt. In den Jahren 1860 und 1861 war er Staatsanwalt in Kalamazoo. Zu Beginn des Bürgerkrieges stellte er eine Infanterieeinheit aus Michigan auf, mit der er in den Krieg zog. Er nahm an einigen Schlachten teil, musste dann aber den Militärdienst aus gesundheitlichen Gründen quittieren. Politisch war er Mitglied der Republikanischen Partei.
1862 wurde May an der Seite von Austin Blair zum Vizegouverneur von Michigan gewählt. Dieses Amt bekleidete er zwischen 1863 und 1865. Dabei war er Stellvertreter des Gouverneurs und Vorsitzender des Staatssenats. Im Jahr 1866 nahm er als Delegierter am regionalen Parteitag der Republikaner für Michigan teil. 1872 sprach sich May gegen die Wiederwahl von Präsident Ulysses S. Grant aus. Er trat zu den Demokraten über und unterstützte den von ihnen als Gegenkandidat nominierten Horace Greeley. Dieser unterlag in den Wahlen und starb noch im November 1872. Vier Jahre später kandidierte Charles May als Demokrat erfolglos für den US-Senat. Danach betätigte er sich wieder als Rechtsanwalt in Detroit. 1888 zog er sich aus gesundheitlichen Gründen auf seinen Landsitz Island View zurück. In den folgenden Jahren verfasste er noch einige Bücher und Zeitungsartikel. Er starb am 25. März 1901 in Yorkville. Sein älterer Bruder Dwight war von 1867 bis 1869 ebenfalls Vizegouverneur von Michigan.